# Fatima Jebli Ouazzani
Fatima Jebli Ouazzani là một đạo diễn phim người Maroc-Hà Lan.

## Đời sống
Sinh ra ở Meknes năm 1959, Ouazzani chuyển đến Hà Lan cùng gia đình vào năm 1970. Bà rời nhà năm 18 tuổi, và học một thời gian ngắn trước khi đăng ký vào Trường Điện ảnh Hà Lan ở Amsterdam, nơi bà tốt nghiệp bằng đạo diễn và viết kịch bản vào năm 1992.
In My Father's House (1997) là một bộ phim tài liệu dài về các cuộc đấu tranh của chính Ouazzani với những kỳ vọng về giới tính gia trưởng của gia đình Maroc của bà. Bộ phim ra mắt tại Liên hoan phim San Francisco năm 1998, nơi nó đã giành giải thưởng Golden Spire. Nó được quản lý để giành chiến thắng giải thưởng cao nhất tại Liên hoan phim Quốc gia 1998 Ma-rốc, mặc dù chủ đề của nó cho dù có nghĩa là nó không nhận được sàng lọc thương mại tại Ma-rốc, và cũng giành Calf Vàng cho Phim tài liệu xuất sắc nhất dài tại Liên hoan phim Hà Lan và Giải thưởng Iris Phim tài liệu hay nhất châu Âu.

## Đóng phim
- (với tư cách là trợ lý giám đốc) Het labyrint der lusten [Labyrinth of Lust], 1991.
- (với tư cách là giám đốc) Trong het huis van mijn vader [In My Father's House], 1997.